# Gottlieb Wanzenried

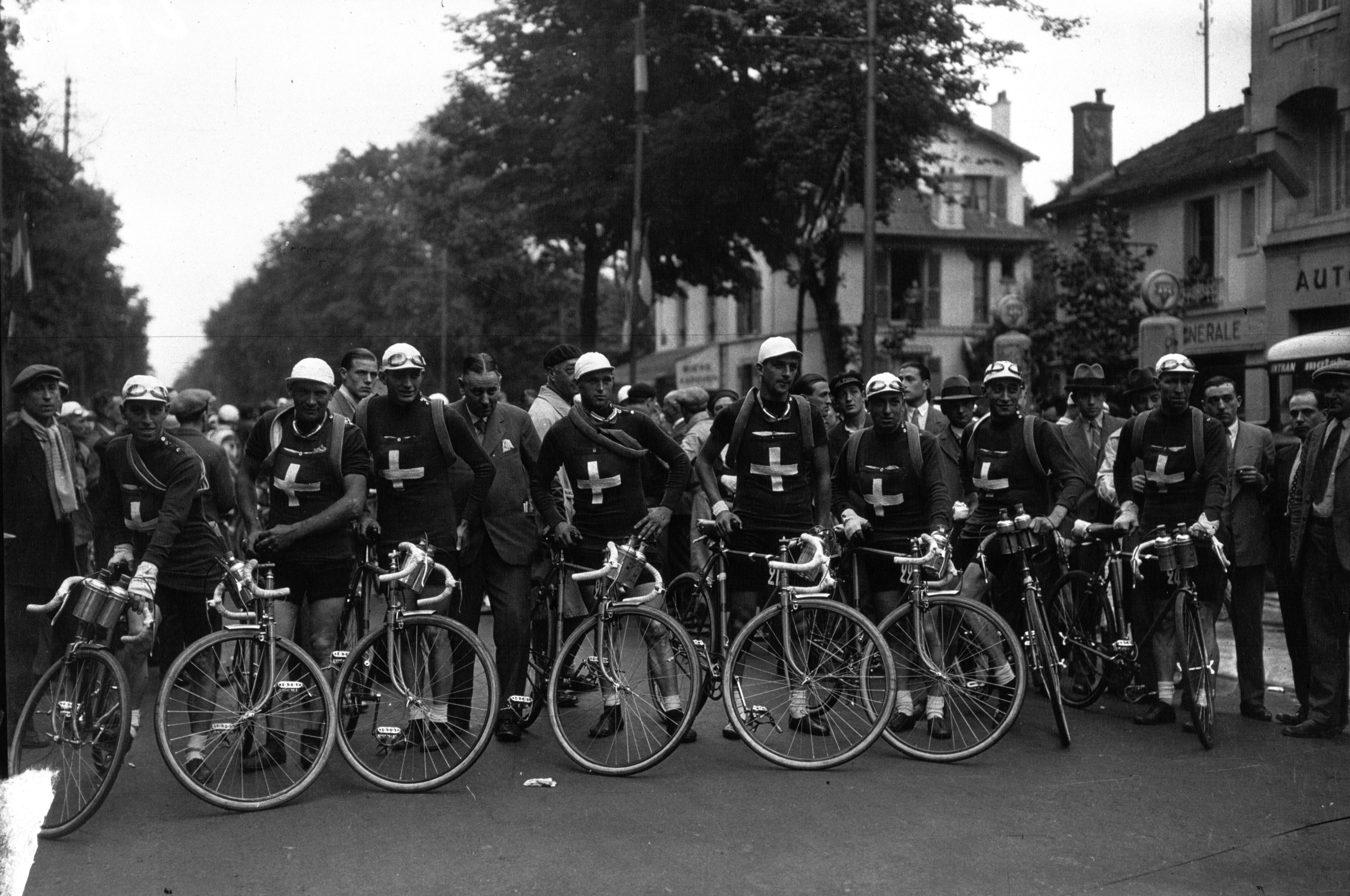
Gottlieb Wanzenried als Mitglied der Schweizer Mannschaft bei der Tour de France 1932 (4. v. r.)

Gottlieb «Türel» Wanzenried (* 2. September 1906 in Bern; † 24. Juni 1993 in Zürich) war ein Schweizer Radrennfahrer.
1928 startete Wanzenried bei den Olympischen Sommerspielen 1928 in Amsterdam im Strassenrennen, belegte Platz 33 in der Einzelwertung und mit Gottlieb Amstein und Jakob Caironi Platz sechs in der Mannschaftswertung. Im selben Jahr wurde er als Amateur Zehnter der Strassen-Weltmeisterschaften und Dritter der Meisterschaft von Zürich; 1931 gewann er dieses Rennen.
1932 trat Wanzenried zu den Profis über und belegte Platz zwei der Nordwestschweizer Rundfahrt. 1932 startete er zum ersten und einzigen Mal bei der Tour de France. Er stürzte während der vierten Etappe schwer, so dass er die Nacht nur im Sitzen verbringen konnte. Auf der nächsten Etappe stürzte er erneut, weil er mit einem Fussgänger zusammenstiess, und später nochmals in einem Tunnel. Trotzdem fuhr er die Etappe zu Ende, gab aber dann doch nach der 19. Etappe auf.
Beim Training auf der Radrennbahn des Buffalo-Stadions in Paris im Jahr darauf lernte Wanzenried den erfolgreichen belgischen Steher und vierfachen Weltmeister Victor Linart kennen. Dieser machte ihn mit Schrittmacher Ernest Pasquier bekannt, mit dem Wanzenried in der kommenden Zeit für Steherrennen trainierte. 1934 (hinter Georges Grolimund) und 1937 (hinter Maurice Jubi) wurde er Schweizer Meister im Steherrennen. 1939 nahm er an der Tour de Suisse teil, kam aber nicht im Ziel an.
Nach seinem Rücktritt vom Radsport eröffnete Wanzenried ein Fahrradgeschäft in Zürich-Oerlikon und versuchte sich kurze Zeit selbst als Schrittmacher.